# Felipe Castillo Oliva
Luis Felipe Castillo Oliva (Trujillo, 31 de julio de 1976) es un médico y político peruano. Es el actual alcalde del distrito de Los Olivos, desde el 1 de enero de 2023. Siendo elegido en las elecciones municipales de 2022 para el periodo 2023-2026. Asimismo, fue congresista de la república en el periodo 2020-2021.

## Biografía
Nació en la ciudad de Trujillo, ubicado en el departamento de La Libertad, el 31 de julio de 1976. Es hijo del exalcalde del Distrito de Los Olivos, Felipe Castillo Alfaro.
Realizó sus estudios de Medicina Humana en la Universidad Peruana Cayetano Heredia.
Trabajó como docente en la Universidad Privada San Juan Bautista y como médico en Hospital Marino Molina Scippa-Essalud.

## Carrera política

### Regidor de Lima
Su carrera política se inicia en las elecciones municipales del 2010, en las que Castillo fue elegido regidor del Municipio de Lima por el partido Siempre Unidos para el periodo 2011-2014.
En las elecciones municipales del 2014, fue candidato a la alcaldía del Distrito de Los Olivos por Siempre Unidos. Su padre había sido durante 4 periodos alcalde del mencionado distrito y postulaba para el cargo de alcalde de Lima; ambos postularon sin éxito. Intentó nuevamente en las elecciones del 2018 con Somos Perú y compitiendo con su padre, quien luego este último resultó reelegido en el cargo.

### Congresista de la República
En las elecciones parlamentarias del año 2020, Castillo se integró al partido Podemos Perú y postuló al Congreso de la República donde luego resultó elegido como congresista de la república, con 47.153 votos, para el periodo 2020-2021.
Durante su labor en el legislativo, Castillo se mostró a favor de la vacancia del entonces presidente Martín Vizcarra durante los 2 procesos que se dieron para ello, el segundo de los cuales terminó sacando al expresidente del poder. Castillo apoyó la moción siendo uno de los 105 parlamentarios que votó a favor de la vacancia de Martín Vizcarra por actos de corrupción. Fue también unos de los primeros congresistas en ser contagiado durante la pandemia de la COVID-19.

### Alcalde de Los Olivos
Para las elecciones municipales del 2022, anunció su candidatura nuevamente a la alcaldía de Los Olivos, esta vez por Podemos Perú. Donde logró tener éxito, iniciando su gestión el 1 de enero del 2023.